# Liste des anciens élèves de Sciences Po Lyon
En 2018, il y a plus de 10 000 anciens élèves parmi lesquels on trouve des dirigeants politiques (dont plusieurs ministres), des dirigeants d'entreprises (y compris du classement Fortune Global 500 et du CAC 40) et d'organisations non-gouvernementales, de nombreux hauts fonctionnaires de l'administration française et des organisations internationales (Nations unies, Union européenne...), ambassadeurs, universitaires, députés, élus locaux, cadres de l’armée et du monde du renseignement, journalistes, intellectuels, artistes, etc.

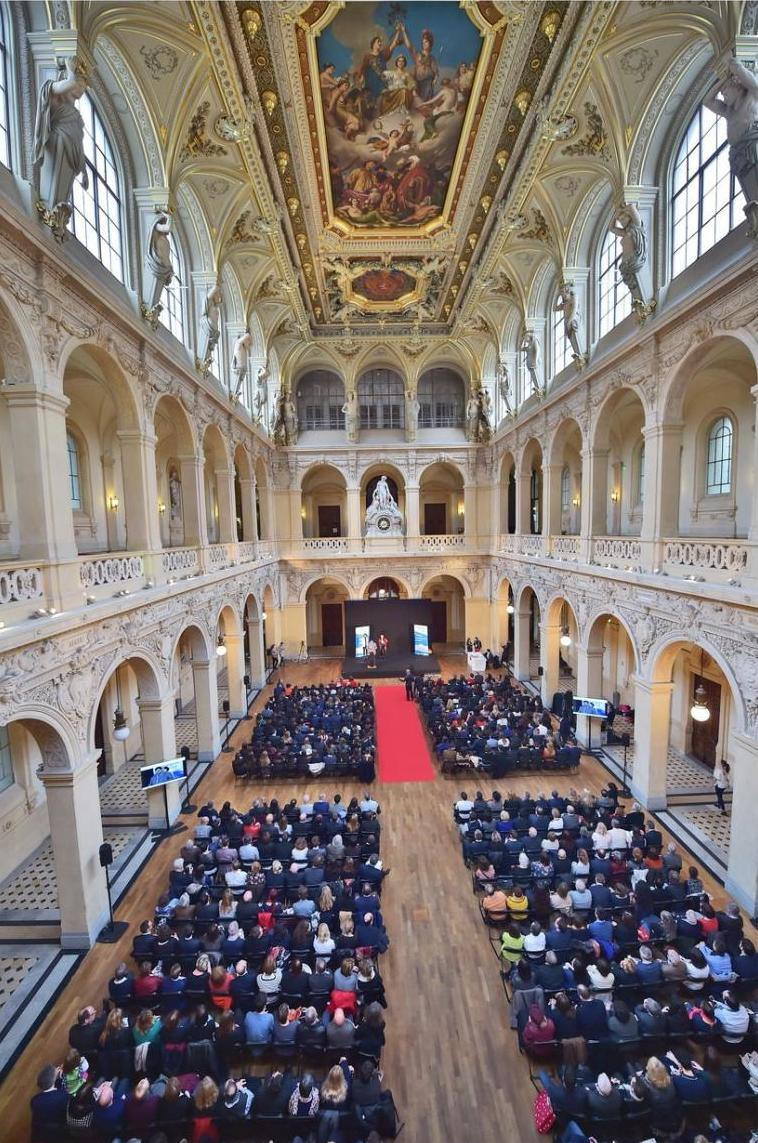
Cérémonie de remise de diplôme de la promotion Aubrac, en mars 2018 au palais de la Bourse (Lyon).

## Alumni notables

### Grandes institutions publiques
- Geneviève Avenard. Défenseure des enfants, adjointe du Défenseur des droits (depuis 2014).
- Laurent Bayle. Président de la Philharmonie de Paris. Directeur général de la Cité de la musique.
- Didier Le Bret. Coordonnateur du Conseil national du renseignement (2015-2016). Ancien directeur de la cellule de crise du Ministère des Affaires étrangères (France). Ancien ambassadeur de France en Haïti.
- Didier Migaud. Président de la Haute Autorité pour la transparence de la vie publique. Ancien Premier président de la Cour des comptes. Diplômé en 1973. Ancien député. Ancien président de la Commission des finances de l'Assemblée nationale.
- Jacques Toubon. Diplômé en 1961. Ancien Défenseur des droits (2014-2020). Ancien garde des Sceaux, ministre de la Justice (1995-1997), ancien ministre de la Culture (1993-1995). Ancien président du conseil d'orientation de la Cité nationale de l’histoire de l’immigration (2007-2014). Député européen (2004-2009). Ancien secrétaire général du Rassemblement pour la République (1984-1988). Ancien maire du 13e arrondissement de Paris (1983-2001).

### Ministres
- Rima Abdul Malak, Ministre de la Culture depuis 2022
- Gilbert Baumet. Ancien Ministre délégué au commerce et à l'artisanat (gouvernement Bérégovoy sous la présidence de François Mitterrand).Ancien sénateur. Député à l’Assemblée Nationale.
- Thierry Braillard. Diplômé en 1986. Ancien secrétaire d'État aux sports dans le gouvernement Valls. Avocat. Député. Vice-président national du Parti radical de gauche.
- Michel Mercier.  Diplômé en 1969. Ancien garde des Sceaux, ministre de la Justice. Ancien ministre de l'Administration territoriale. Sénateur. Président du conseil général du Rhône. no 2 du Mouvement démocrate (France) ou MoDem.
- Jean-Jack Queyranne. Ancien président de la région Rhône-Alpes en France (2004-2015). Ancien ministre français des Relations avec le Parlement (2000-2002). Ancien secrétaire d'État à l'Outre-Mer (1997-2000). Ancien membre du bureau exécutif et du comité directeur du parti socialiste (1983-1994). Ancien maire de Bron (1989-1997).

### Autres personnalités politiques
- Alain Chrétien. Diplômé en 1996. Député. Maire de Vésoul.
- Jean-Patrick Courtois. Diplômé en 1973. Député. Maire de Mâcon. Vice-président du groupe UMP au Sénat.
- Mathieu Darnaud. Diplômé en 1999.Sénateur UMP de l’Ardèche. Secrétaire national de l'UMP aux jeunes et aux jeunes actifs.
- Bernard Deladrière. Diplômé en 1971. Diplomate français. Leader politique de Nouvelle-Calédonie.
- Jean-Claude Flory. Député UMP. Maire de Vals-les-Bains.
- Michel Havard. Diplômé en 1991. Député UMP. Chef de l'opposition politique à Lyon.
- Jean-Louis Gagnaire. Diplômé en 1988. Député PS.
- Jean-Marie Girier. Ancien chef de cabinet à la Métropole de Lyon, ancien directeur de campagne d'Emmanuel Macron, chef de cabinet du ministre de l'Intérieur.
- Bernadette Groison. Syndicaliste. Secrétaire général de la Fédération syndicale unitaire (FSU), le plus important syndicat du secteur public en France.
- Régis Juanico. Diplômé en 1993. Député PS. Ancien président du Mouvement des jeunes socialistes de 1995 à 1998. Membre du bureau national du PS de 1995 à 1997 et depuis 2007.
- Gérard Lindeperg. Écrivain politique. Ancien numéro 2 du Parti socialiste. Membre fondateur de la Fondation Jean-Jaurès.
- Anne-Catherine Loisier. Diplômée en 1991. Maire UDI de Saulieu. Sénatrice de la Côte-d'Or.
- Jean-Loup Metton. Diplômé en 1980. Député. Vice-président du conseil général des Hauts-de-Seine.
- Jacques Myard. Diplômé en 1970. Conseiller des affaires étrangères. Député. Maire de la ville de Maisons-Laffitte.
- Jean-Marc Nesme. Ancien secrétaire général de la Convention démocrate – Fédération des Clubs Perspectives et Réalités, il fait aujourd'hui partie de Les Républicains.
- Marie Pochon. Militante de l'écologie politique, elle rejoint à l’été 2017 l'association Notre affaire à tous et coordonne notamment l’action en justice contre la France pour « inaction climatique ». Puis elle est candidate Europe Écologie Les Verts, au sein de l’alliance Nupès dans la troisième circonscription de la Drôme pour les élections législatives françaises de 2022[1],[2].
- Franck Pupunat. Cofondateur du Mouvement Utopia.
- Hervé Reynaud. Maire de Saint-Chamond. Président de l’Établissement public foncier de l’Ouest Rhône-Alpes.
- Barbara Romagnan. Diplômée en 1996. Ancienne députée.
- Hélène Zannier. Député de la septième circonscription de la Moselle.

### Dirigeants d'entreprises
- Daniel Lebègue. Diplômé en 1966. Administrateur indépendant d'Alcatel-Lucent, du Crédit agricole, de Technip et de la Scor. Président de Transparency International France. Président de l'Institut du développement durable et des relations internationales. Coprésident d’Eurofi. Président d’Epargne sans frontières. Président de l'ORSE, l'Observatoire sur la responsabilité sociétale des entreprises. Ancien président de l'Institut français des administrateurs et de Sciences Po Lyon. Ancien directeur du Trésor (1984-1987). Ancien vice-président et conseiller du président de la Banque nationale de Paris (1996-1997). Ancien directeur général de la BNP Paribas et de la Caisse des dépôts et consignations (1997-2002).

### Diplomates
- Sophie Aubert. Ambassadrice au Bangladesh[3] puis au Paraguay.
- Daniel Bernard. Ambassadeur de France au Royaume-Uni et en Algérie. Ancien représentant permanent de la France auprès des Nations unies à Genève.
- Élisabeth Beton-Delègue. Première femme ambassadrice près le Saint-Siège[4]. Ancienne ambassadrice au Chili, au Mexique et en Haïti. Ancienne directrice des Amériques et des Caraïbes au ministère des Affaires étrangères[5].
- François Dall'Orso. Consul général de France à Karachi (Pakistan
- Alcide Djédjé. Ancien ministre des Affaires étrangères de Côte d'Ivoire et ancien ambassadeur auprès des Nations unies à New York.
- Patricia Pena. Directrice générale au développement économique. Affaires mondiales Canada [6].
- Muriel Soret. Ambassadrice de France en Erythrée[7].
- Serge Tomasi. Conseiller diplomatique du préfet de région Auvergne-Rhône-Alpes, préfet du Rhône. Ancien ambassadeur à Rome auprès de la FAO puis en Finlande[8]. Ancien directeur adjoint à l'OCDE pour la coopération au développement (2012-2014)[9].
- Bertrand Thibert. Consul honoraire du Monténégro à Lyon[10]

### Hauts fonctionnaires
- Christian Galliard de Lavernée (en). Préfet du Pays de la Loire
- Stéphane Noël. Magistrat, président du tribunal judiciaire de Paris depuis le 13 novembre 2019.
- Jean-Marie Girier, préfet du territoire de Belfort
- Bertrand Gaume, préfet du Vaucluse. Diplômé en 1995.

### Militaires
- Contrôleur général des armées Jean Tenneroni. Diplômé en 1984. Premier directeur de l'Établissement de communication et de production audiovisuelle de la Défense. Référent déontologue ministériel du Ministère des Armées (depuis 2018).
- Général Pierre-Joseph Givre. Chef d'Etat-Major de la MINUSMA, Mission multidimensionnelle intégrée des Nations unies pour la stabilisation au Mali[11]. Ancien commandant de la 27 brigade d'infanterie de montagne

### Organisations internationales
- Franck Bousquet. Directeur principal, fragilité, conflits, et violence à la Banque Mondiale[12].
- Valérie Julliand. Représentante résidente du Programme des Nations unies pour le développement et coordinatrice du système des Nations unies au Népal [13].
- Catherine Ray. Porte-Parole principale de la Haute représentante et Vice-Présidente de l'Union européenne, Federica Mogherini[14].

### Monde universitaire
- Bruno Benoit. Professeur d'histoire contemporaine à l'IEP de Lyon.
- Noémie Bouhana. Professeur en criminologie à l'University College de Londres (UCL). Doctorat en criminologie de l'Université de Cambridge [15]
- Bernard Deloche. Philosophe et muséologue.
- Thierry Kirat. Directeur de recherche au C.N.R.S. à l'Université Paris Dauphine.
- Bruno Perreau. Ancien professeur à l'IEP de Paris. Professeur associé au Massachusetts Institute of Technology où il est titulaire de la chaire Cynthia L. Reed [16]. Également membre affilié au Center for European Studies de l'Université Harvard.
- Pierre-Henri Tavoillot. Professeur de philosophie à l’université de Paris Sorbonne.
- Michel Seurat. Sociologue. Enlevé en 1985 par le Jihad islamique libanais et qui serait mort durant sa captivité.

### Écrivains
- Édouard Brasey. Romancier, essayiste, scénariste et conteur.
- Pierre Ducrozet. Romancier et essayiste Prix de Flore 2017 [17],[18].
- Claude Mollard. Écrivain. Photographe. Fondateur du Centre national de la photographie. Ancien secrétaire général du Centre national d'art et de culture Georges-Pompidou. Conseiller-maître à la Cour des comptes.
- Renaud de Montlibert. Poète et écrivain. (la Bartavelle éditeur)
- François Montmaneix. Poète. Ancien Directeur de l'Auditorium Maurice-Ravel de Lyon. Fondateur du Prix Roger-Kowalski, Grand Prix de Poésie de la Ville de Lyon. Président de l'Académie Mallarmé.

### Journalistes
- Thomas Baumgartner. Producteur et réalisateur de l’émission L'Atelier du son sur France Culture.
- Valérie Béranger. Journaliste politique et présentatrice de télévision sur BFM TV.
- Liseron Boudoul. Grand reporteur à TF1[19].
- Sonia Chironi. Journaliste politique et présentatrice de télévision sur I TELE.
- Éric Decouty. Journaliste politique. Ancien rédacteur en chef adjoint de Le Parisien. Chef du service politique et directeur-adjoint de Libération.
- Cécile Delarue. Journaliste et présentatrice de télévision sur BFM TV et 13e rue.
- Fabrice Drouelle. Président de la Maison des Journalistes et animateur radio à France Inter.
- Patrick Fiole. Journaliste. Ancien rédacteur en chef de Le Nouvel Observateur.
- Hervé Gardette. Producteur de Politique  à France Culture. Chroniqueur dans Les matins de France Culture.
- Matthieu Garrigou-Lagrange. Journaliste, écrivain, producteur et animateur de radio.
- Marjorie Paillon. Journaliste politique et présentatrice de télévision L'envers de l'éco sur Yahoo! et Tech24 sur France 24.
- Alice Rougerie. Journaliste et présentatrice de télévision sur I TELE.
- Vincent Roux (journaliste). Ancien rédacteur en chef à RFI. Présentateur sur France 24.
- Magali Serre. Réalisatrice et journaliste française indépendante. Auteure de plusieurs documentaires d'enquêtes diffusés en France et en Europe.
- Pierre Siankowski. Directeur de la rédaction Les Inrockuptibles.
- Johanna Diaz. Journaliste et rédactrice en chef ActuIA[20], magazine consacré à l'intelligence artificielle.
- Adrien Jeaulmes.  Journaliste reporter au Figaro.
- Marc Chalamet. Journaliste correspondant du Parisien à New York, éditeur à l'UNICEF et père de Timothée Chalamet.
- Nicolas Albrand, présentateur et reporter RTL9, M6 et rédacteur en chef adj France 3

### Cinéma
- Amandine Gay, réalisatrice
- Joséphine Japy. Actrice (France Gall dans Cloclo, premier rôle dans Respire de Mélanie Laurent). Révélation féminine au César du cinéma 2012.
- Jacques Maillot (réalisateur). Scénariste et réalisateur de cinéma. Réalisateur du film Les Liens du sang; scénariste de son remake par Guillaume Canet, Blood Ties.

### Sportifs
- Julien Desprès. Rameur. Médaille de bronze  durant les Jeux olympiques de Pékin 2008. Médaille d'or lors des Championnats du Monde 2010.

### Autres personnalités
- Philippe Demougeot. Architecte et architecte d'intérieur.
- Marin Sauvageon. Étudiant de l'IEP, titulaire de l'Ordre national de la Légion d'honneur pour « services exceptionnels nettement caractérisés » après s'être interposé lors de l'agression d'un couple en 2016[21]. À l'origine du Prix homonyme lancée par la région Rhône-Alpes en mars 2019 pour récompenser des comportements civiques exceptionnels[22],[23].

À noter que l'on trouve désormais parmi les anciens élèves de l'IEP, de nombreux diplômés de la Wharton School (université de Pennsylvanie) qui ont étudié à l'IEP dans le cadre du programme Huntsman

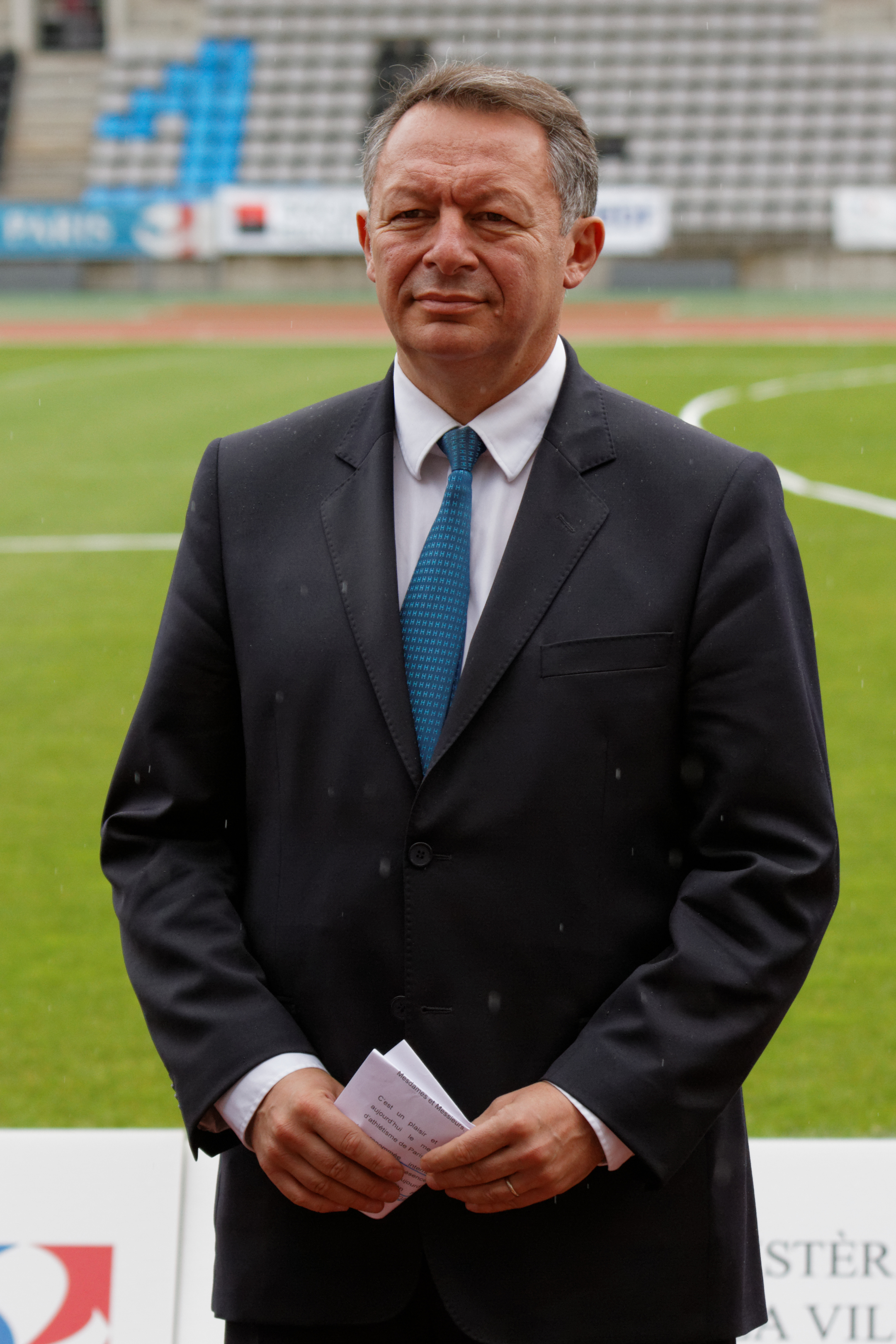
Thierry Braillard, ministre.
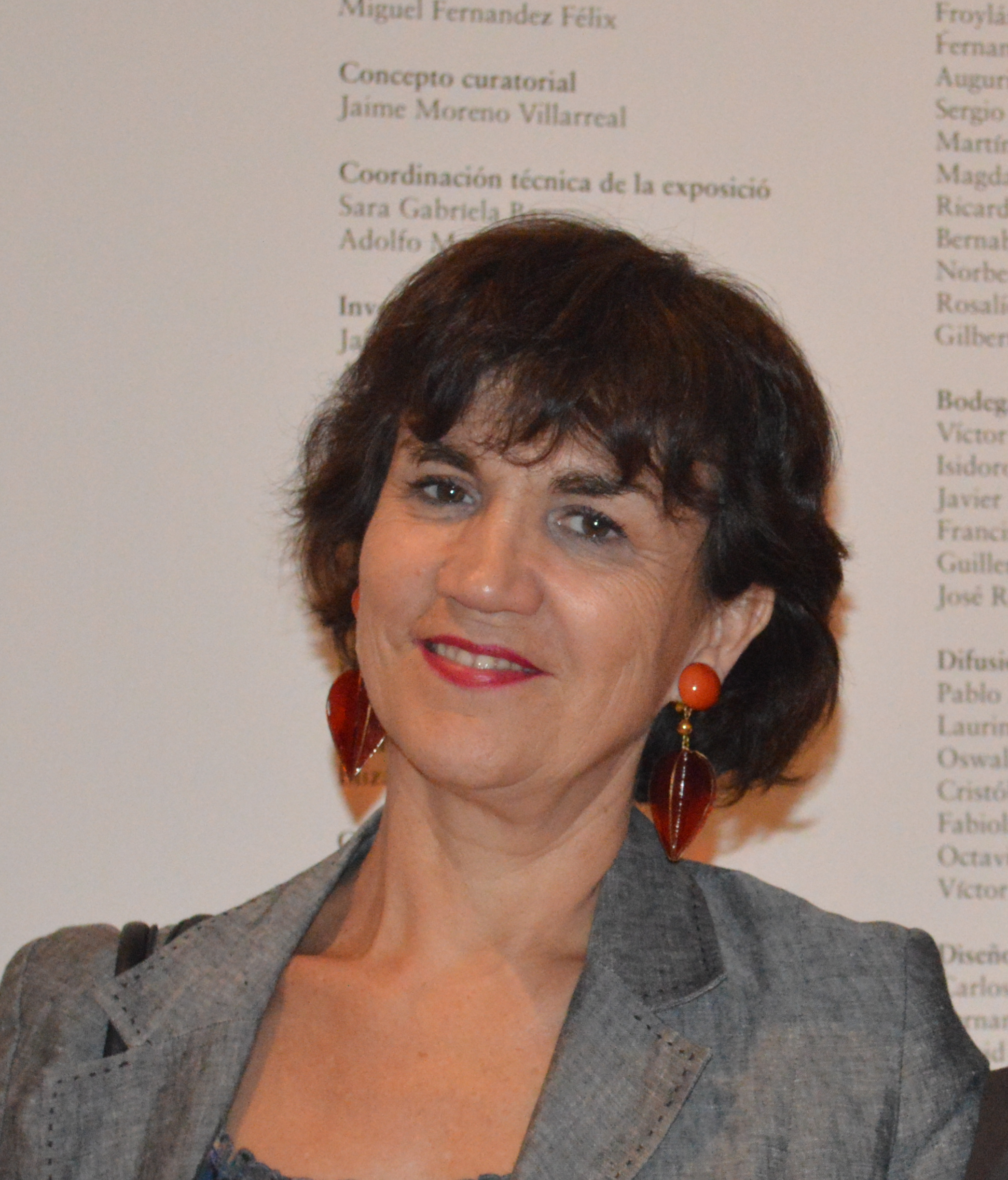
Élisabeth Beton-Delègue, première femme ambassadrice près le Saint-Siège.
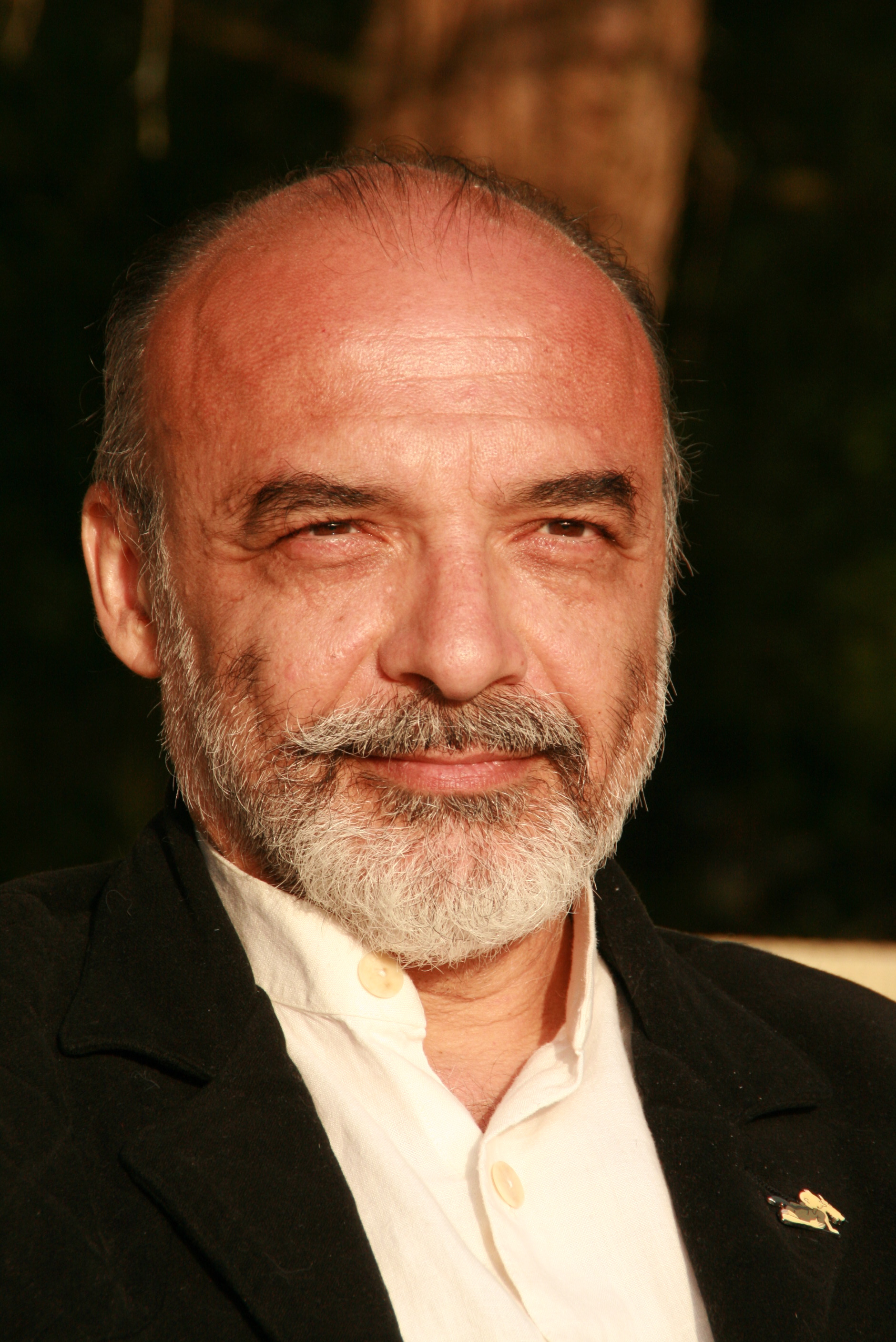
Édouard Brasey, écrivain.
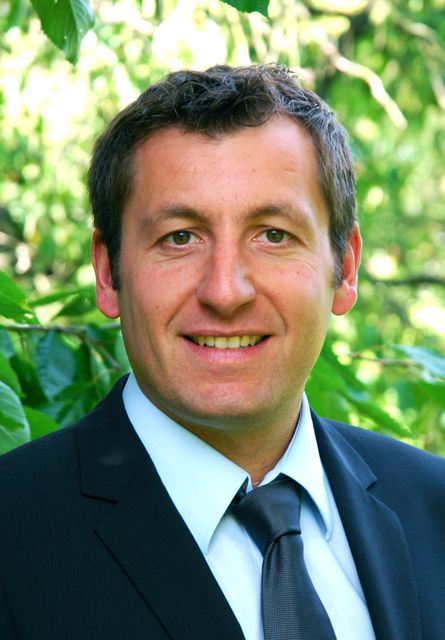
Alain Chrétien, député UMP.
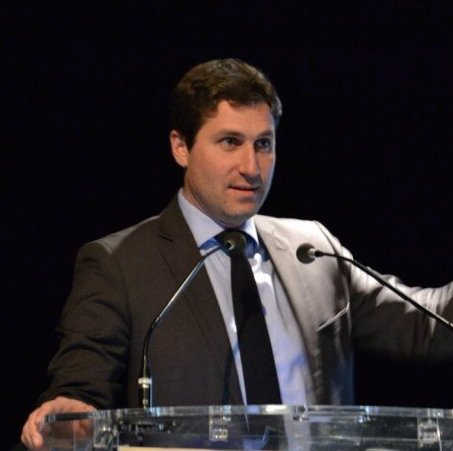
Mathieu Darnaud, sénateur Les Républicains, secrétaire national de Les Républicains aux jeunes et aux jeunes actifs.
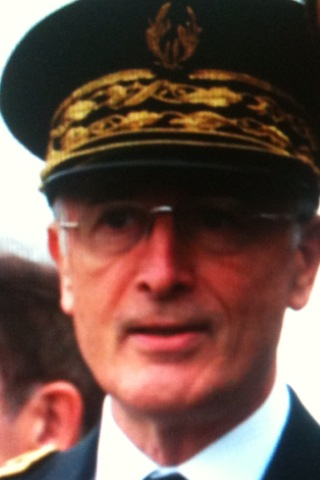
Christian de Lavernée, préfet.
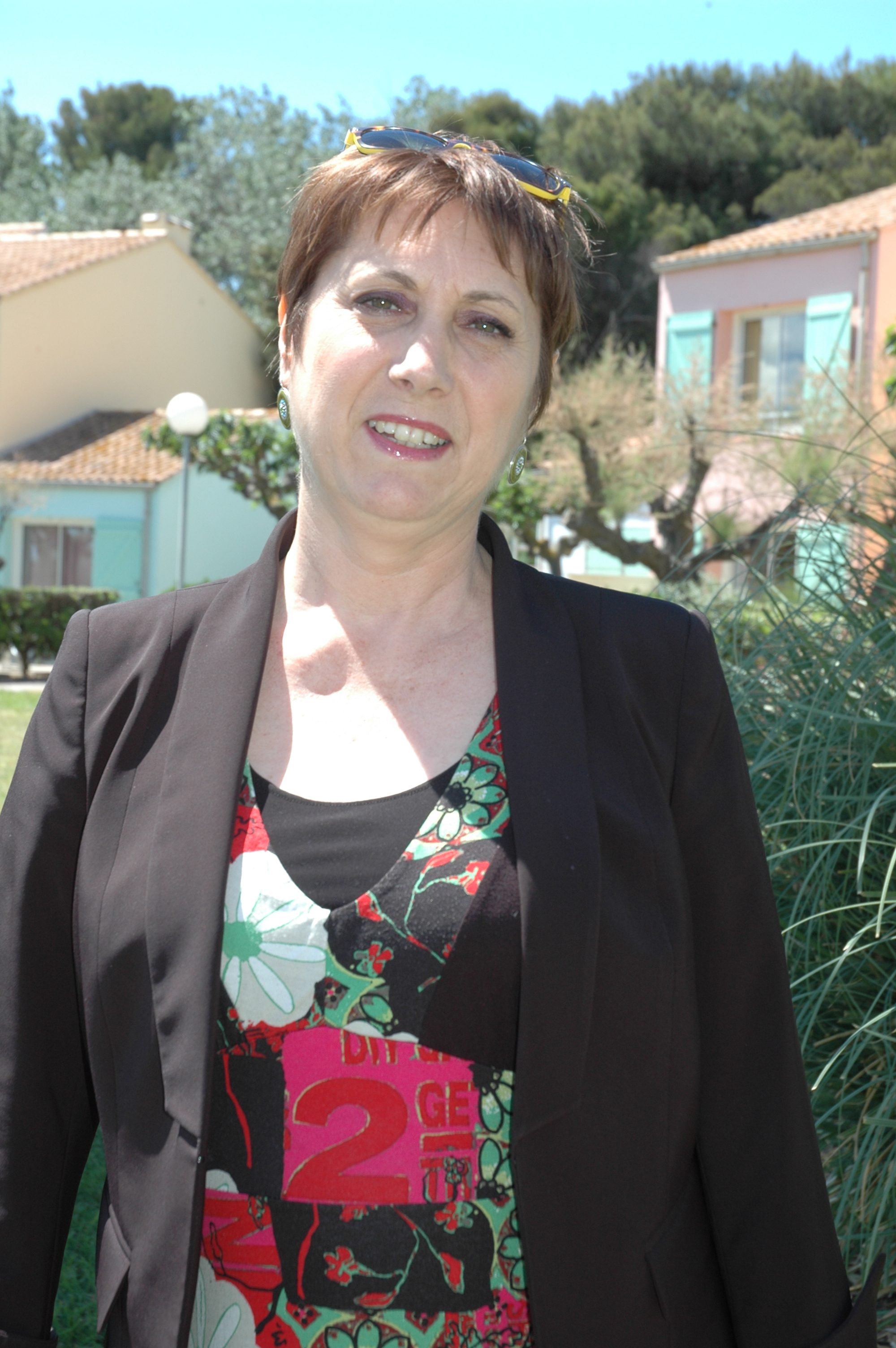
Bernadette Groison, Secrétaire générale de la Fédération syndicale unitaire.
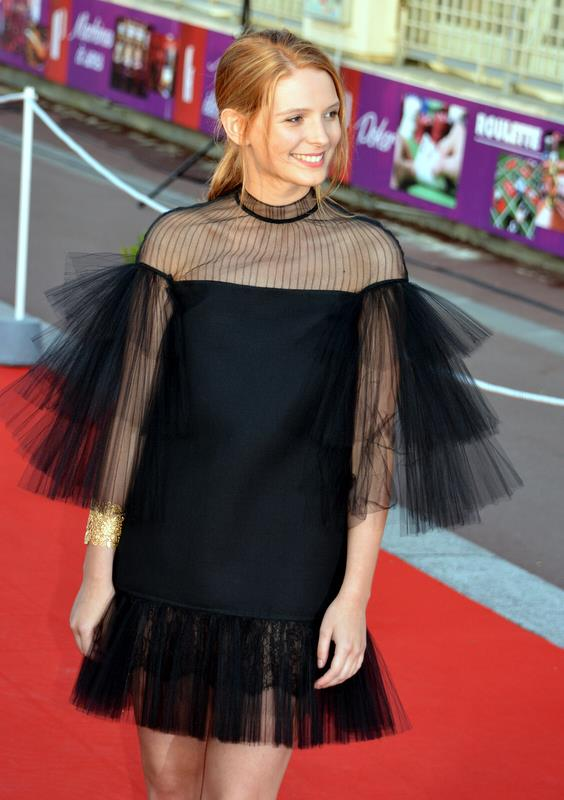
Joséphine Japy, actrice.
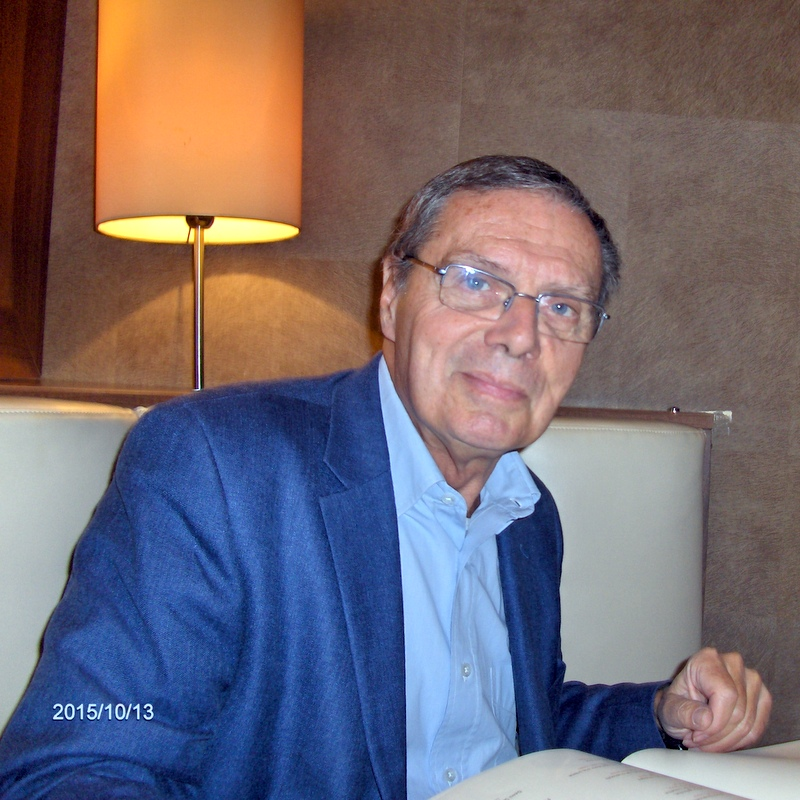
Daniel Lebègue, ancien directeur du Trésor, ancien directeur général de la BNP Paribas et de la Caisse des dépôts et consignations.
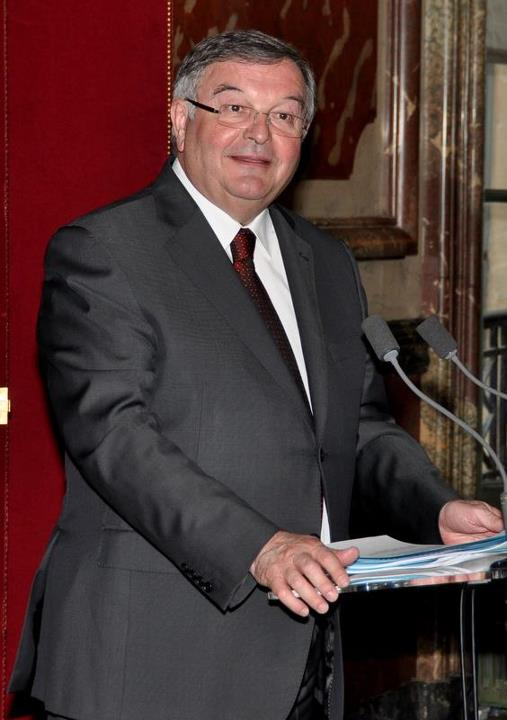
Michel Mercier, ancien Garde des Sceaux.
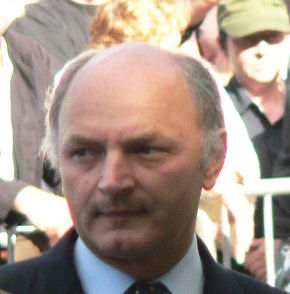
Didier Migaud, actuel premier président de la Cour des comptes.
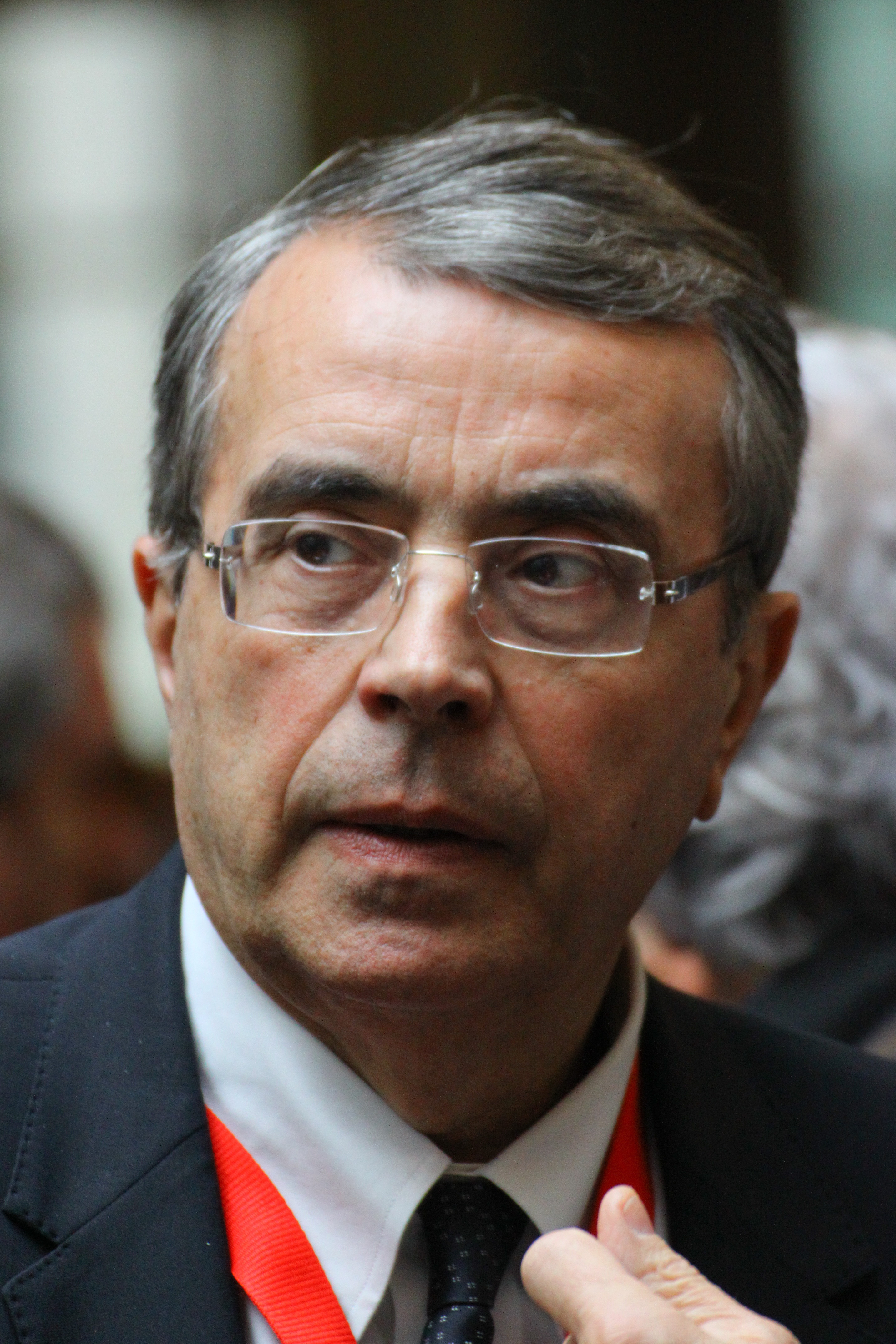
Jean-Jack Queyranne, ancien ministre, président du conseil régional de Rhône-Alpes.
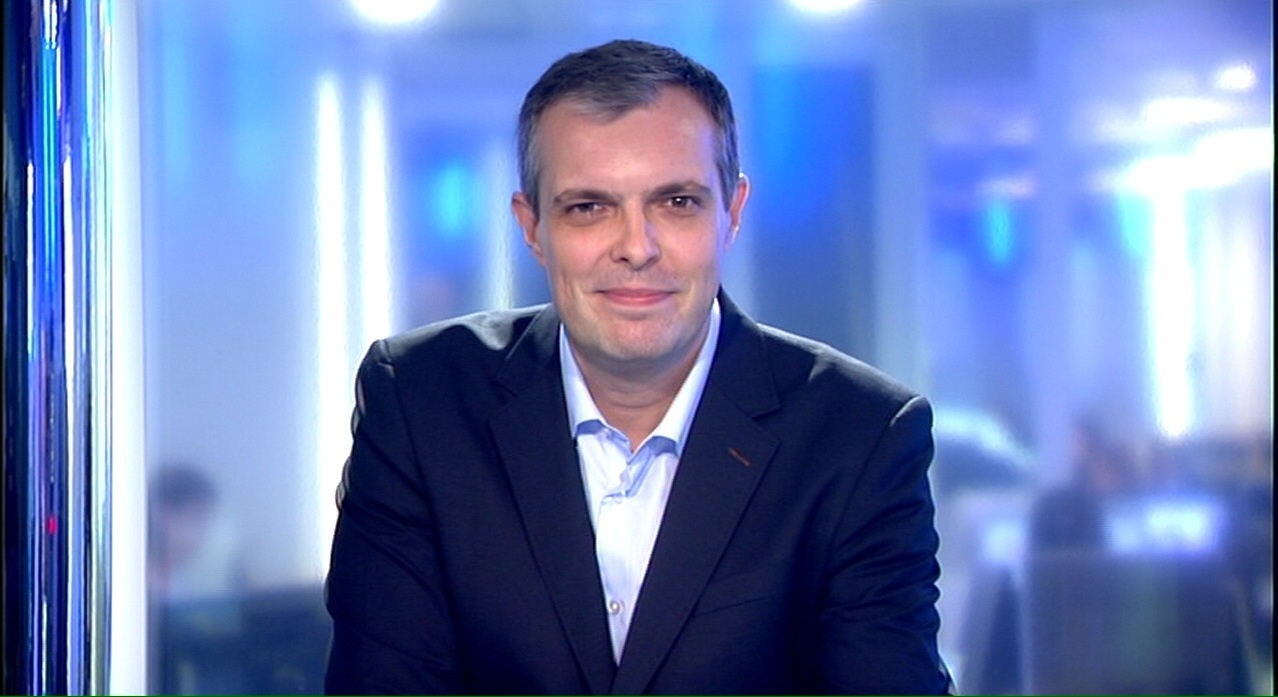
Vincent Roux (journaliste), présentateur sur France 24.
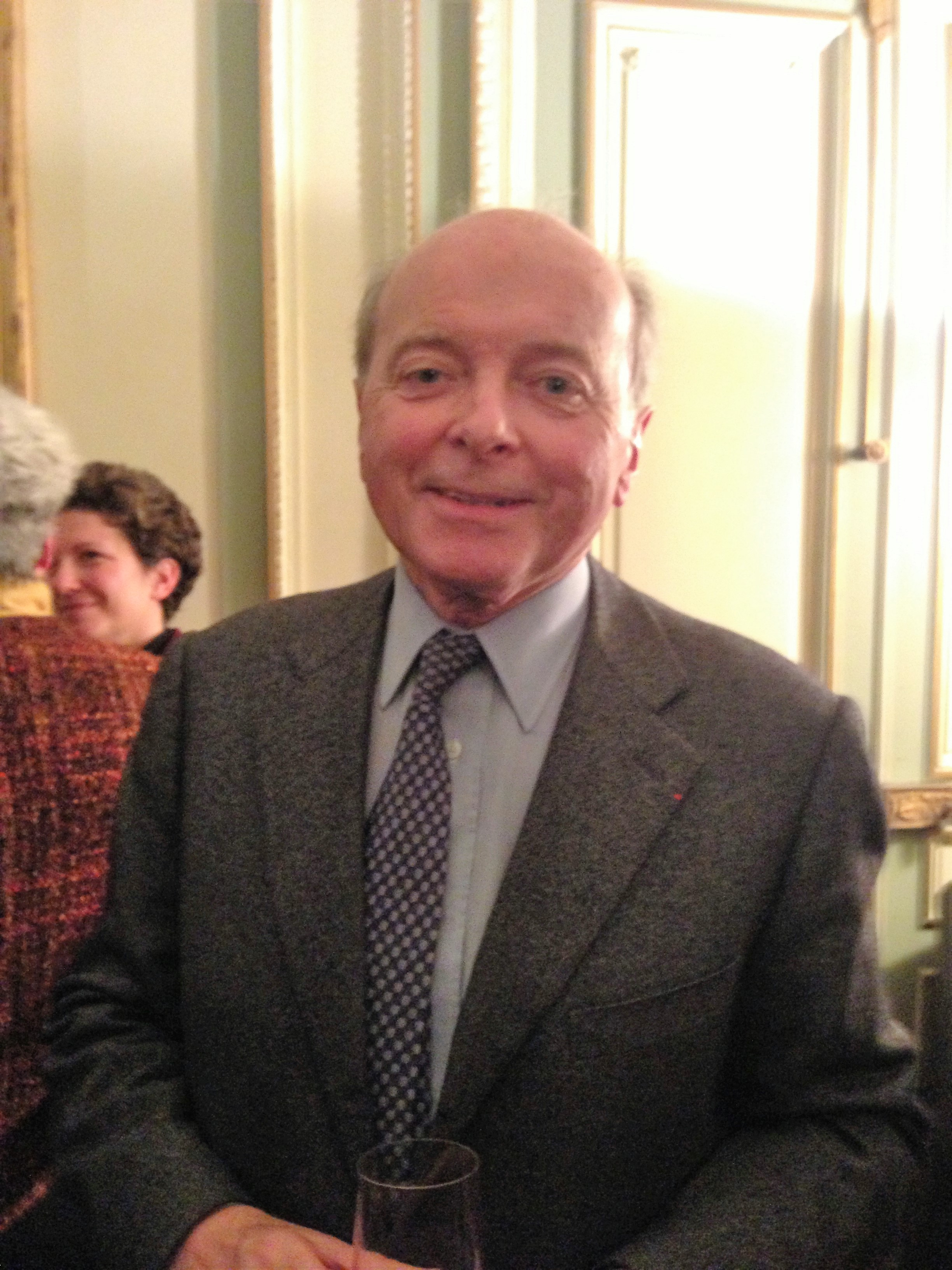
Jacques Toubon, ancien Garde des Sceaux, actuel Défenseur des droits.

## Promotions

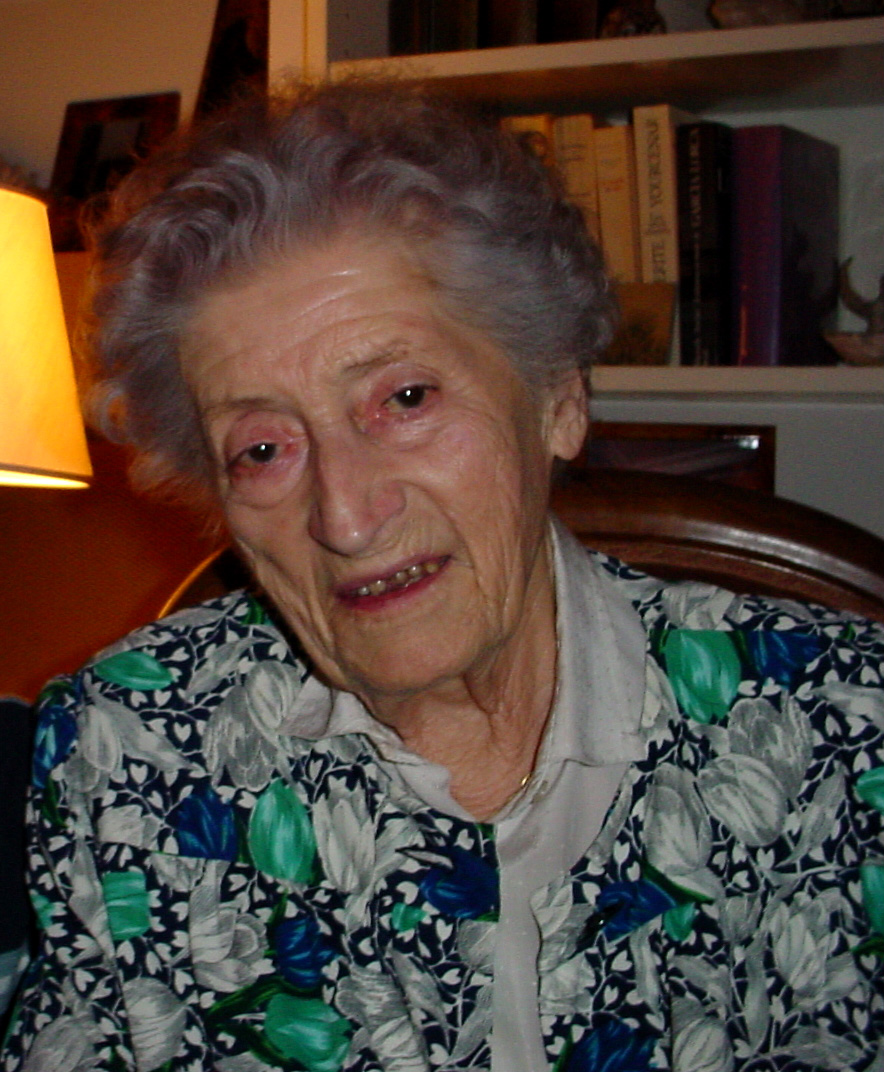
La promotion 2012-2017 porte le nom de la résistante lyonnaise Lucie Aubrac.

En 2013, le Bureau des élèves fut à l'initiative de la mise en place d'un nom de promotion. Ce projet concernait en premier lieu les élèves de première année. Deux noms furent proposés par l'association et l'administration à savoir celui d'Antoine de Saint-Exupéry et celui de Lucie Aubrac. Le 6 mars 2013, un vote fut organisé : les étudiants de première année choisirent Lucie Aubrac à plus de 65 % des voix, instituant la tradition du nom de promotion de l'IEP de Lyon.
En 2014, après la célébration du centenaire de sa naissance, Albert Camus fut choisi par la promotion 2013-2018.
- 2012-2017 : Promotion Lucie Aubrac
- 2013-2018 : Promotion Albert Camus
- 2014-2019 : Promotion Charlie
- 2015-2020 : Promotion Antoine de Saint-Exupéry
- 2016-2021 : Promotion Paul Bocuse
- 2017-2022 : Promotion Germaine Tillion
- 2018-2023 : Promotion Louise Michel
- 2019-2024 : Promotion Gisele Halimi
- 2020-2025 : Promotion Joséphine Baker
- 2021-2026 : Promotion Mahsa Amini
- 2022-2027 : Promotion Robert Badinter